# 人鬼神
《人鬼神》（英語：Spiritual Trinity），1991年9月26日在英属香港上映的魔幻片。

## 剧情
大贵和傲天龍都是同門師兄弟，但是因为都爱慕師傅的女儿夢夢导致两人不歡而散。師臨終之前，準備把女兒托付給兩人中的一個，於是設下騙局試驗誰對夢夢更真心，結果大贵用計取得師傅的認可，娶了夢夢，並生了兒子運高，开了一个钱纸灯笼蜡烛灯祭祖物品店，名叫宝发庄。运高爱好物理学，经常拿电来搞实验。
傲天龙气愤之下远走他乡，后與女儿凝霜相依為命。他们在回乡祭拜师傅的傲天龙在路上也收伏了“红袍火鬼”。
重阳节快来之前，运高研制出了雷达，可以吸收雷电，结果却吸来了女鬼素文。大贵和梦梦本来打算用法术将其送走投胎，梦梦却發現素文的主魂掉落到了井中，当大贵去把素文的主魂捞上来，又过了送魂的日子，得等到重阳节。
傲天龙和凝霜父女两人在大贵的店里小住，由于二人心结一直没有化解，大贵生气之下，把“红袍火鬼”释放了出来，此时，“红袍火鬼”已经法力大增，二人都对付不了，最后女鬼素文帮忙才得以收伏，而素文也被“红袍火鬼”打成重伤，师兄弟二人用“三才六甲守魂术”将素文的魂魄送回家乡帮助其投胎做人。

## 演员
| 演员   | 角色     | 备注                                     |
| 林正英 | 傲天龙   | 茅山道士奇幻门师兄                       |
| 郑则仕 | 大贵     | 茅山道士奇幻门师弟                       |
| 王小鳳 | 梦梦     | 奇幻门师傅的女儿，傲天龙和大贵爱慕的对象 |
| 金少龙 | 运高     | 梦梦和大贵的儿子                         |
| 黎姿   | 凝霜     | 傲天龙的女儿，实为养女                   |
| 符钰晶 | 素文     | 女鬼                                     |
| 陈龙   | 寿伯     | 大贵店里的帮手                           |
| 韓春   | 紅袍火鬼 | 傲天龙收伏的惡鬼                         |
| 鍾發   | 法師     | 送鬼還鄉的法師                           |
| 王清河 | 師父     | 傲天龙和大贵的師父，夢夢的父親           |

## 電影歌曲

### 主題曲
| 歌名       | 演唱者 | 作曲 | 填詞 |
| 〈人鬼神〉 | 未明   | 黄霑 | 黄霑 |